# I'm Gonna Be Warm This Winter
„I'm Gonna Be Warm This Winter” este un cântec produs de către Mark Barkan și Hank Hunter pentru cântăreața de origine americană Connie Francis. Deși a beneficiat de promovare în Statele Unite ale Americii și Regatul Unit, discul single a avut succes mediocru în țările anglofone de-a lungul anului 1962.

## Poziții ocupate
| Clasamentul (1962)            | Cea mai înaltă poziție ocupată |
| ----------------------------- | ------------------------------ |
| UK Singles Chart              | 48                             |
| US Pop                        | 18                             |
| Hot Adult Contemporary Tracks | 19                             |

## Versiunea Gabriellei Cilmi
Cântecul a fost reînregistrat de către cântăreața de origine australiană Gabriella Cilmi în anul 2008, iar tilul său a fost schimbat în „Warm This Winter”. Piesa a fost lansată pe disc single, iar campania de promovare adiacentă a început la data de 15 decembrie, 2008 în Regatul Unit.
Spre deosebire de versiunea lui Connie Francis, piesa Gabriellei Cilmi a devenit rapid hit în Regatul Unit, unde a obținut poziția cu numărul 22 în clasamentele de specialitate. 

### Poziții ocupate
| Clasamentul (2008) | Cea mai înaltă poziție ocupată |
| ------------------ | ------------------------------ |
| UK Singles Chart   | 22                             |
| UK Download Chart  | 17                             |
| UK iTunes Top 100  | 9                              |